# IJzeren Man (Kesterheide)

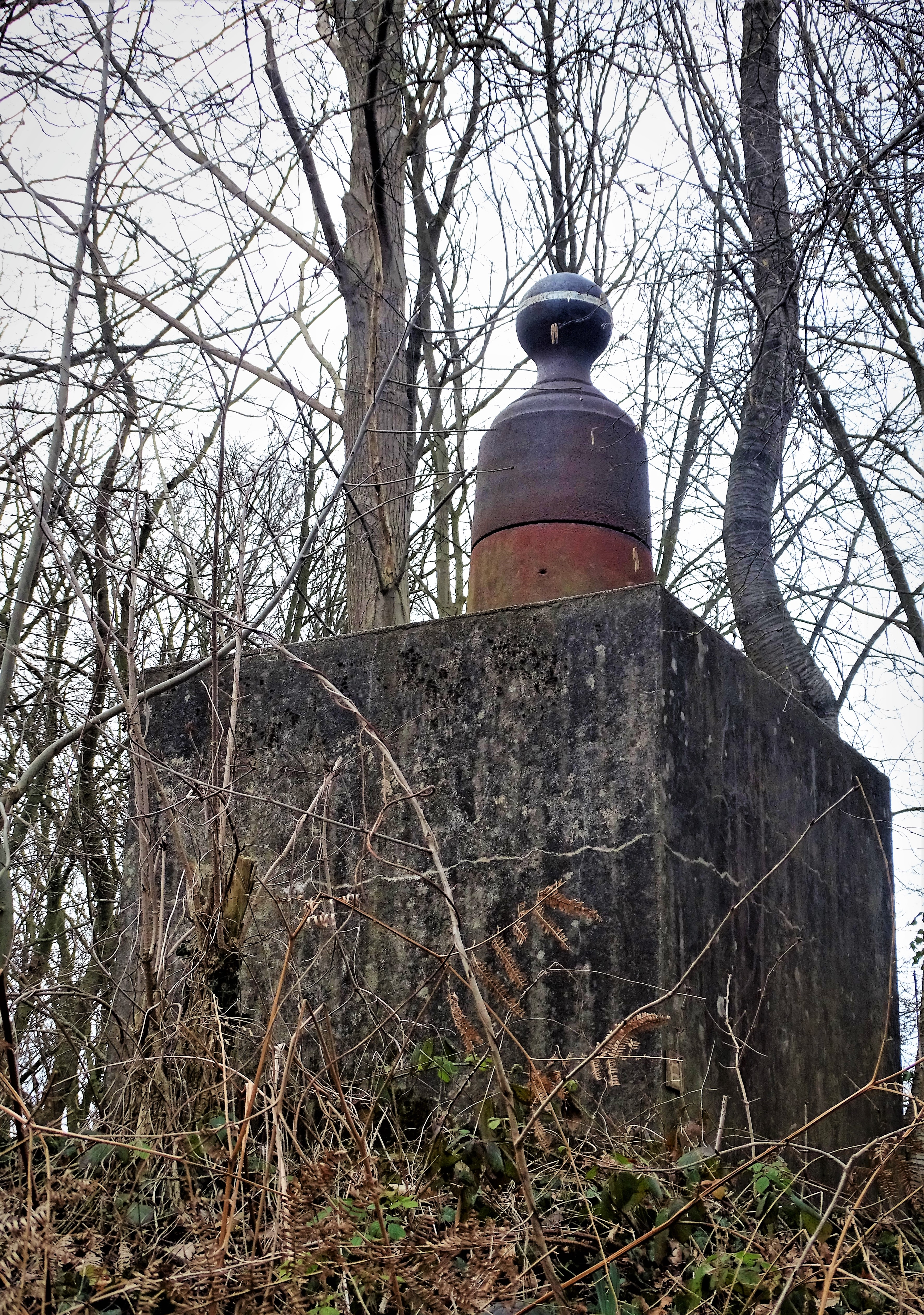
De IJzeren Man op de Kesterheide

De IJzeren Man op de Kesterheide is de naam die gegeven wordt aan een triangulatiepunt dat gebruikt werd voor de creatie van stafkaarten door het Dépôt de la Guerre, wat later het Nationaal Geografisch Instituut werd. Door middel van geodesie en deze punten konden accurate kaarten opgesteld worden.

## Geschiedenis
In 1845 werd het Dépôt de la Guerre opgelegd om een kaart van België te maken waardoor er een nood was aan geodetische punten. Verscheidene "Ijzeren Mannen" werden geplaatst doorheen België om een kaart van België te maken. In 1863 werden de eerste punten geplaatst en in 1867 wordt de IJzeren Man op de Kesterheide opgesteld. De exacte hoogte bedraagt 112m en is daardoor het hoogste punt van de Kesterheuvel. Net zoals andere gelijkaardige geodetische punten werd nauwkeurig vastgelegd. De exacte hoogte bedraagt 112m. Er zouden zo'n 4000 dergelijke geodetische punten zijn verspreid doorheen België.